# Néstor Vidrio
Néstor Vicente Vidrio Serrano est un footballeur mexicain né le 22 mars 1989 à Guadalajara. Il évolue au poste de défenseur au {Venados FC.

## Carrière

### En club
Néstor Vidrio est formé au CF Atlas et joue son premier match lors de l'InterLiga 2008. Il est désigné meilleure recrue (rookie) du Tournoi de clôture 2008.
Le 7 décembre 2011, il est prêté au CF Pachuca.

### Carrière internationale
Vidrio dispute ses premiers matchs internationaux avec l'équipe du Mexique des moins de 20 ans au Championnat CONCACAF 2009. Il dispute les trois matchs de l'équipe (deux défaites et un nul).
En 2012, il remporte le tournoi de Toulon puis les Jeux olympiques.

## Palmarès

### En équipe nationale
- Équipe du Mexique olympique
  - Vainqueur du Tournoi de Toulon en 2012
  - Vainqueur du Tournoi masculin de football aux Jeux olympiques d'été de 2012